# توکل‌آباد گردجنگل
توکل‌آباد گردجنگل روستایی در دهستان چشمه زیارت بخش مرکزی شهرستان زاهدان استان سیستان و بلوچستان ایران است.

## جمعیت
بر پایه سرشماری عمومی نفوس و مسکن در سال ۱۳۹۵ جمعیت این روستا ۲۰۹ نفر (۳۹خانوار) بوده‌است.